# Aliens: Colonial Marines
Aliens: Colonial Marines là một trò chơi thuộc thể loại Bắn súng góc nhìn người thứ nhất được phát triển bởi Gearbox Software và được phát hành bởi Sega dành cho hệ máy Microsoft Windows, PlayStation 3, Wii U và Xbox 360. Đây là trò chơi thứ ba trong sêri Alien được Sega phát hành, các tựa trò chơi trước là Aliens vs. Predator trong năm 2010, và tựa tiếp theo là Aliens Infestation trong năm 2011. Trò chơi sử dụng Unreal Engine 3 nhưng với cách thiết kế mới, qua đó kết cấu mô hình đa điểm và kỹ thuật ánh sáng tiên tiến sẽ tạo ra các thay đổi về tầm nhìn giống như trên thực tế.
Cốt truyện được thực hiện như là phần tiếp theo của bộ phim Aliens được sản xuất vào năm 1986 bởi James Cameron. Nội dung trò chơi xoay quanh việc một nhóm Thủy quân lục chiến của Hoa Kỳ được cử đi điều tra con tàu không gian có tên USS Sulaco với sứ mệnh truy tìm một số đồng nghiệp bị mất tích trước đó. Tuy nhiên, một loài quái vật bò sát ngoài hành tinh vốn xuất hiện trong các tác phẩm Alien trước, được biết đến rộng rãi với cái tên Xenomorph, sẽ tấn công tất cả các cá thể khác loài.
Tuy nhiên Aliens: Colonial Marines không nhận được lời khen nào từ các nhà phê bình. Trên website chính thức của mình, Metacritic, điểm số của trò chơi chỉ đạt 49/100, 50/100, và 46/100 dành lần lượt cho Xbox 360, PS3, và máy tính cá nhân.